# Margaret Taylor-Burroughs
Victoria Margaret Taylor, más conocida como Margaret Taylor-Burroughs, (St. Rose, Luisiana, 1 de noviembre de 1915-21 de noviembre de 2010), y también como Margaret Taylor Goss, Margaret Taylor Goss Burroughs o Margaret TG Burroughs, fue una artista visual, escritora, poeta, educadora y organizadora de arte estadounidense. Fue cofundadora del Museo Ebony de Chicago, ahora el DuSable Museum of African American History. Miembro activo de la comunidad afroamericana, también ayudó a establecer el South Side Community Art Center, cuya inauguración el 1 de mayo de 1941 fue dedicada a la Primera dama de los Estados Unidos, Eleanor Roosevelt. Allí, a la edad de 23 años, Burroughs se desempeñó como el miembro más joven de su junta directiva. Taylor-Burroughs fue una escritora prolífica, orientada a la exploración de la experiencia negra y a los niños, especialmente a su apreciación de su identidad cultural y a su introducción y conciencia creciente del arte. También se le atribuye la fundación de la Feria de Arte Lake Meadows de Chicago a principios de la década de 1950.

## Temprana edad y educación
Burroughs nació como Victoria Margaret Taylor en St. Rose, Luisiana, donde su padre trabajaba como agricultor y obrero en un almacén ferroviario y su madre como empleada doméstica. Allí se crio como católica.
La familia se mudó a Chicago en 1920, cuando ella tenía cinco años. Allí asistió a Englewood High School junto con Gwendolyn Brooks, quien en 1985-1986 se desempeñó como consultora en poesía de la Biblioteca del Congreso de Estados Unidos. Como compañeras de clase, las dos se unieron al Consejo Juvenil de la NAACP. Burroughs obtuvo los certificados de maestra de Chicago Teachers College en 1937. Ayudó a fundar el South Side Community Arts Center en 1939 para que sirviera como centro social, galería y estudio para las exhibiciones de artistas afroamericanos. En 1946, Taylor-Burroughs obtuvo un bachiller universitario en letras con grado en educación artística de la Escuela del Instituto de Arte de Chicago, donde también obtuvo su Maestría en Artes, en 1948. Taylor-Burroughs se casó con el artista Bernard Goss (1913-1966), en 1939, y se divorciaron en 1947. En 1949, se casó con Charles Gordon Burroughs y permanecieron casados durante 45 años hasta su muerte en 1994.
Murió el 21 de noviembre de 2010.

## El Museo DuSable

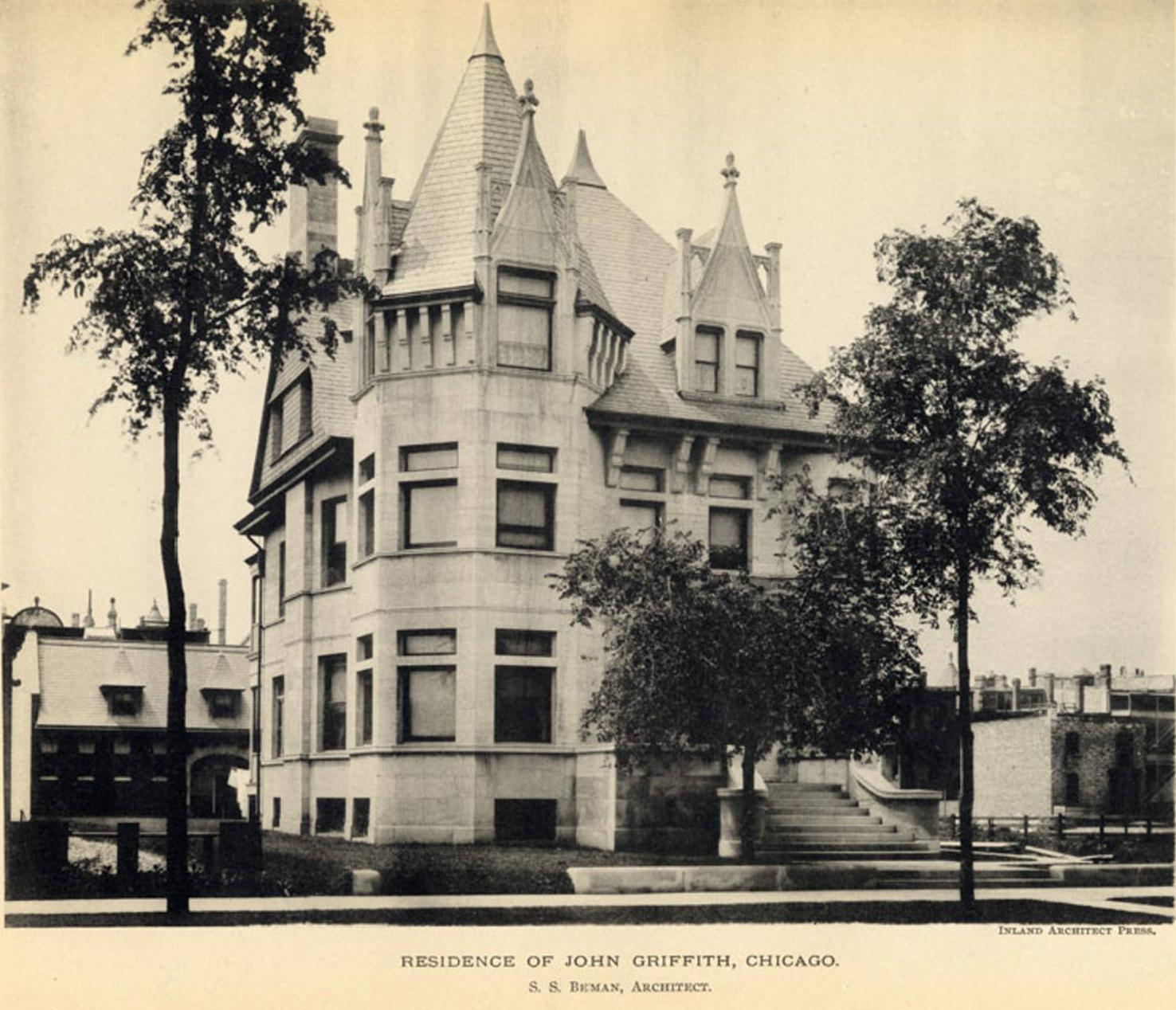
La primera casa del Museo DuSable de Historia Afroamericana se ubicó en esta casa, construida para el contratista de Chicago John W. Griffiths en 1892 y comprada por Charles y Margaret Burroughs en 1959.

Margaret y su esposo Charles cofundaron lo que ahora es el Museo DuSable de Historia Afroamericana en Chicago en 1961. La institución fue originalmente conocida como el Museo Ebony de Historia y Arte Negro e hizo su debut en la sala de estar de su casa en 3806 S. Avenida Míchigan en el vecindario de Bronzeville en el lado sur de Chicago, y Taylor-Burroughs sirvió como su primer Director Ejecutivo. Ella estaba orgullosa de los inicios de base de la institución: "Somos los únicos que surgieron de la comunidad negra indígena. No fuimos iniciados por nadie en el centro; fuimos iniciados por gente común". Burroughs se desempeñó como Directora Ejecutiva hasta que se jubiló en 1985 y luego fue nombrada Directora Emérita, permaneciendo activa en las operaciones del museo y los esfuerzos de recaudación de fondos.

## Abordaje de la división racial a través del arte
Margaret Burroughs también creó muchas de sus propias obras de arte. En uno de los grabados en linóleo de Burroughs, Birthday Party, se ve a niños blancos y negros celebrando. Los niños blancos y negros no están aislados unos de otros; en cambio, están mezclados y mezclándose alrededor de la mesa esperando un pastel de cumpleaños. Un artículo publicado por el Instituto de Arte de Chicago describió la fiesta de cumpleaños de Burroughs y dijo: "A lo largo de su carrera, como artista visual y escritora, a menudo ha elegido temas relacionados con la familia, la comunidad y la historia. "El arte es comunicación", ha dicho. ``Deseo que mi arte hable no solo por mi gente, sino por toda la humanidad''. Este objetivo se logra en la Fiesta de Cumpleaños, en la que tanto niños blancos como negros bailan, mientras las madres cortan el pastel en una imagen por excelencia de vecinos y familiares disfrutando juntos de un día especial. La pintura muestra en clave visual la filosofía de Burroughs de que "el color de la piel es una diferencia menor entre los hombres que se ha extendido más allá de su importancia".
Burroughs recibió el impacto de Harriet Tubman, Gerard L. Lew, Sojourner Truth, Frederick Douglass y W. E. B. Du Bois. En El nacimiento y construcción del Museo DuSable de Eugene Feldman, Feldman escribe sobre la influencia que tuvo Du Bois en la vida de Burroughs. Él cree que Burroughs admiraba mucho a Du Bois y escribe que hizo campaña para traerlo a Chicago para dar una conferencia al público. Feldman escribió: "Si leemos sobre el 'África canibalista y primitiva',... es un esfuerzo deliberado para derrotar a todo un pueblo y el Dr. Du Bois luchó contra esto... El Dr. Burroughs vio al Dr. Du Bois y lo que él representaba y cómo se permitió a sí mismo lograr la exposición de sus puntos de vista. Ella se identificó completamente con este importante esfuerzo". Por lo tanto, Burroughs creía claramente en el Dr. Du Bois y en el poder de su mensaje.
En muchas de las piezas de Burroughs, ella representa a personas con caras mitad negras y mitad blancas. En Los rostros de mi gente, Burroughs talló a cinco personas mirando al espectador. Una de las mujeres es toda negra, tres de las personas son mitad negras y mitad blancas y una es mayoritariamente blanca. Si bien Burroughs intenta fusionar las comunidades blancas y negras, también muestra las barreras que impiden que las comunidades se unan. Ninguna de las personas en The Faces of My People se está mirando, y esto implica una sensación de desconexión entre ellos. En otro nivel, The Faces of My People se ocupa de la diversidad. Un artículo del sitio web de la revista Collector describe los intentos de Burroughs de unificar la imagen. El artículo dice: "Burroughs ve su arte como un catalizador para unir a las personas. Este cuadro de diversas personas ilustra su compromiso con el respeto y la comprensión mutuos".
Burroughs vuelve a representar rostros mitad negros y mitad blancos en Mi gente. A pesar de que el título es similar a la pieza a la que se hizo referencia anteriormente, el grabado en madera tiene algunas diferencias. En esta escena, hay cuatro caras diferentes, cada una de las cuales es mitad blanca y mitad negra. La cabeza en el extremo izquierdo está inclinada hacia un lado y cerca de la cabeza al lado. Parece que ambas cabezas salen del mismo cuerpo, llevando la idea de personalidades divididas al extremo. Las mujeres están todas muy juntas, lo que sugiere que se relacionan entre sí. En The Faces of My People, había otros fotografiados con diferentes tonos de piel, pero en My People todas las personas tienen la misma división mitad negra y mitad blanca. Por lo tanto, Mi Pueblo se centra en un conflicto común al que se enfrentan todas las mujeres de la imagen.

## Reconocimientos
- 1973 Premio de la Asociación Cristiana de Mujeres Jóvenes por la excelencia en el arte.
- 1975 Premio Humanitario del Presidente.[12]
- 1982 Premio a la Excelencia en el Arte, Asociación Nacional de Museos Negros.
- 1988 El premio Lifetime Achievement Award otorgado por Women's Caucus for Art, Museo de Bellas Artes de Houston.[19]
- 1988 Premio a la mujer negra progresista, Enverite Charity Club.
- 1989 Premio Paul Robeson.
- 2010 The Legends and Legacy Award, un programa del Comité Asesor de Liderazgo del Art Institute of Chicago.[20]
- 2015 Fue incluida en el Salón de la Fama Literario de Chicago.[21]
- El 12 de agosto de 2015, la junta del Distrito de Parques de Chicago votó para cambiar el nombre de 31st Street Beach en honor a Margaret Taylor-Burroughs. Burroughs se había desempeñado como comisionada en la junta del parque durante veinticinco años.[22]
- Las existencias del Museo de Arte Koehnline en Oakton Community College incluyen una colección de quince grabados en linóleo de Burroughs de la década de 1990.[23]
- El Museo de Arte Muscarelle exhibió la "Venus negra" de Burroughs en una exposición titulada "Construyendo sobre el legado: arte afroamericano de la colección permanente" del 2 de septiembre de 2017 al 14 de enero de 2018.[24]

## Obra
- Jasper, the drummin' boy (1947)
- Celebrating Negro History and Brotherhood: A Folio of Prints by Chicago Artists (1956)
- Whip me whop me pudding, and other stories of Riley Rabbit and his fabulous friends (1966)
- What shall I tell my children who are Black? (1968)
- Did you feed my cow? Street games, chants, and rhymes (1969)
- For Malcolm; poems on the life and the death of Malcolm X Dudley Randall and Margaret G. Burroughs, editors (1969)
- Africa, my Africa (1970)
- What shall I tell my children?: An addenda (1975)
- Interlude: seven musical poems by Frank Marshall Davis, Margaret T. Burroughs, editor. (1985)
- Minds flowing free: original poetry by "The Ladies" women's division of Cook County Department of Corrections, Margaret Taylor-Burroughs, editor (1986)
- The Family Linocut (1986)
- A very special tribute in honor of a very special person, Eugene Pieter Romayn Feldman, b. 1915-d. 1987 - poems, essays, letters by and to Eugene Pieter Romayn Feldman Margaret T. Burroughs, editor (1988)
- His name was Du Sable and he was the first (1990)
- Africa name book (1994)
- A shared heritage: art by four African Americans by William E. Taylor and Harriet G. Warkel with essays by Margaret T. G. Burroughs and others (1996)
- The Beginner's Guide to Collecting Fine Art, African American Style Ana M. Allen and Margaret Taylor Burroughs (1998)
- The tallest tree in the forest (1998)
- Humanist and glad to be (2003)
- My first husband & his four wives (me, being the first) (2003)

### Otras lecturas
- Beaulieu, Elizabeth Ann (April 2006). Writing African American Women. Greenwood Publishing Group. pp. 135-. ISBN 9780313024627. Consultado el 29 de noviembre de 2012.
- Burke, Sarah (20 de febrero de 2018). «The Woman Who Helped Birth a Black Artistic Renaissance in Chicago». Vice (en inglés estadounidense). Consultado el 26 de julio de 2019.
- Cain, Mary Ann (octubre de 2018). Venus del lado sur: el legado de Margaret Burroughs . Prensa de la Universidad de Northwestern.ISBN 978-0810137950
- Farris, Phoebe (1999). Women Artists of Color: A Bio-Critical Sourcebook to 20th Century Artists in the Americas. Greenwood Publishing Group. pp. 247-. ISBN 9780313303746. Consultado el 29 de noviembre de 2012.
- Gibbs, Adrienne Samuels (20 de febrero de 2018). «The Woman Who Helped Birth a Black Artistic Renaissance in Chicago». Vice (en inglés estadounidense). Consultado el 26 de julio de 2019.